# Verwaltungsgericht (Österreich)

Gerichtsbarkeit in Österreich seit 1. Jänner 2014

Verwaltungsgerichte in Österreich sind im weiteren Sinn alle Gerichte, die Verwaltungsgerichtsbarkeit ausüben, und im engeren Sinn nur die Verwaltungsgerichte erster Instanz.

## Rechtsgrundlagen und äußere Organisation
Die Grundsätze der Verwaltungsgerichtsbarkeit werden durch das Bundes-Verfassungsgesetz (B-VG) geregelt. Die Ausübung der Verwaltungsgerichtsbarkeit obliegt demnach
- in erster Instanz den Verwaltungsgerichten: 
  - den Landesverwaltungsgerichten
  - dem Bundesverwaltungsgericht und
  - dem Bundesfinanzgericht
- und in zweiter Instanz dem Verwaltungsgerichtshof (VwGH).

Die Grundsätze der äußeren Organisation der Verwaltungsgerichte sind in Art. 134 B-VG vorgegeben. Diese Vorschriften ergänzend haben Bund und Länder eigene Rechtsvorschriften betreffend die Gerichtsorganisation jeweils ihrer Gerichte erlassen. Aufgrund dieser Vorgaben der Bundesverfassung bestehen alle Verwaltungsgerichte jeweils aus einem Präsidenten, einem Vizepräsidenten und aus weiteren Richtern. Der Präsident, der Vizepräsident und die weiteren Richter werden bei den Landesverwaltungsgerichten von der Landesregierung und bei den Verwaltungsgerichten des Bundes und dem Verwaltungsgerichtshof vom Bundespräsidenten auf Vorschlag der Bundesregierung ernannt. Hinsichtlich der Richter (nicht jedoch für Präsident und Vizepräsident) hat die Landesregierung bzw. die Bundesregierung einen Dreiervorschlag der Vollversammlung (oder eines Ausschusses der Vollversammlung) einzuholen. Durch diese Selbstergänzung soll die richterliche Unabhängigkeit gestärkt werden. Verbindlich ist der Dreiervorschlag jedoch nur bei der Ernennung der Richter am Verwaltungsgerichtshof.
Die Verfahren vor den Verwaltungsgerichten erster Instanz werden durch das Verwaltungsgerichtsverfahrensgesetz (VwGVG) und – für Verfahren betreffend Steuern und Abgaben – durch die Bundesabgabenordnung jeweils bundesweit einheitlich geregelt. Das Verfahren vor dem Verwaltungsgerichtshof ist im Verwaltungsgerichtshofgesetz geregelt.
Die Rechtsprechungstätigkeit nehmen die Verwaltungsgerichte erster Instanz im Regelfall (Art. 135 Abs. 1 erster Satz B-VG) durch Einzelrichter wahr. In Einzelfällen kann die Entscheidung von Senaten vorgesehen werden. In den jeweiligen Materiengesetzen kann vorgesehen werden, dass den Senaten auch fachkundige Laienrichter angehören. Diese werden auf eine bestimmte Zeit bestellt und üben ihr Amt nebenberuflich aus. Sie haben im jeweiligen Verfahren dieselben Rechte wie die Berufsrichter.
Der Verwaltungsgerichtshof entscheidet immer durch Senate, die aus drei, fünf oder sieben Berufsrichtern bestehen.

## Zuständigkeiten und Instanzenzug
Die Verwaltungsgerichte entscheiden gemäß Art. 130 B-VG insbesondere über
- Beschwerden wegen Rechtswidrigkeit gegen den Bescheid einer Verwaltungsbehörde (Bescheidbeschwerde) und wegen Verletzung der Entscheidungspflicht einer Verwaltungsbehörde, also wenn die Verwaltungsbehörde einen Bescheid nicht in der gesetzlichen Frist erlassen hat (Säumnisbeschwerde) und
- Beschwerden wegen rechtswidriger Ausübung unmittelbarer verwaltungsbehördlicher Befehls- und Zwangsgewalt (Maßnahmenbeschwerde).

Mit der Schaffung der Verwaltungsgerichte erster Instanz wurde der administrative Instanzenzug, also das Recht, gegen einen Bescheid einer Verwaltungsbehörde Berufung bei der jeweils übergeordneten Behörde einzulegen, grundsätzlich abgeschafft. Nur in Angelegenheiten der Gemeindeverwaltung haben die Länder das Recht zu entscheiden, ob der innergemeindliche Instanzenzug beizubehalten oder abzuschaffen sei.
Neben den oben angesprochenen Zuständigkeiten kann den Verwaltungsgerichten durch Gesetz die Entscheidung
- über Beschwerden wegen Rechtswidrigkeit anderer Akte der Hoheitsverwaltung als Bescheiden und Akten unmittelbarer Befehls- und Zwangsgewalt,
- über Beschwerden wegen Verletzung der vergaberechtlichen Vorschriften,
- über Streitigkeiten in dienstrechtlichen Angelegenheiten der öffentlich Bediensteten

übertragen werden.
Die Zuständigkeitsabgrenzung zwischen den Landesverwaltungsgerichten, dem Bundesverwaltungsgericht und dem Bundesfinanzgericht trifft Art. 131 B-VG. Diese Bestimmung lässt jedoch abweichende Vorschriften in einfachen Bundes- und Landesgesetzen zu.
Gegen die Erkenntnisse der Verwaltungsgerichte geht der Rechtszug zum Verwaltungsgerichtshof als Revisionsinstanz.
Im Rechtssystem im Bereich der Verwaltungsgerichtsbarkeit gibt es eine besondere Form einer Erkenntnisbeschwerde: Gemäß Art. 144 B-VG entscheidet der Verfassungsgerichtshof über Beschwerden gegen Entscheidungen (Erkenntnisse und Beschlüsse) der Verwaltungsgerichte erster Instanz (Sonderverwaltungsgerichtsbarkeit). Dabei überprüft der Verfassungsgerichtshof die Vereinbarkeit der Entscheidungen mit dem Verfassungsrecht (und die Vereinbarkeit der von den Verwaltungsgerichten angewandten Verordnungen mit Gesetzen). Umgekehrt kann der Verwaltungsgerichtshof nach Art. 133 Abs. 5 B-VG in einem Revisionsverfahren die Entscheidungen der Verwaltungsgerichte nur auf ihre Vereinbarkeit mit einfachen Gesetzen und Verordnungen überprüfen. Daher kann es sinnvoll sein, gegen Entscheidungen sowohl Revision an den Verwaltungsgerichtshof, als auch Beschwerde an den Verfassungsgerichtshof zu erheben; in diesem Fall entscheidet zuerst der Verfassungsgerichtshof, der die Rechtssache gemäß Art. 144 Abs. 3 B-VG an den Verwaltungsgerichtshof abtritt, wenn er nicht selbst der Beschwerde stattgibt und die Entscheidung bereits selbst aufhebt.
Diese Besonderheit ist darin begründet, dass in Österreich die Höchstgerichte (Oberster Gerichtshof, Verwaltungsgerichtshof und Verfassungsgerichtshof) gleichrangig sind und daher Entscheidungen des Verwaltungsgerichtshofes nicht mehr vom Verfassungsgerichtshof nachgeprüft werden können. Im Bereich der ordentlichen Gerichtsbarkeit gibt es keine Möglichkeit einer Verfassungsbeschwerde.

## Geschichte der Verwaltungsgerichtsbarkeit
Aufgrund der Verwaltungsgerichtsbarkeits-Novelle 2012 wurde ab 1. Jänner 2014 die Verwaltungsgerichtsbarkeit erstmals in der österreichischen Rechtsgeschichte zweistufig organisiert. Zuvor war die Verwaltungsgerichtsbarkeit nur einstufig organisiert: hier konnten letztinstanzliche Bescheide vor dem Verfassungsgerichtshof (wegen Verfassungswidrigkeit) und vor dem Verwaltungsgerichtshof (wegen sonstiger Rechtswidrigkeit) durch Beschwerde angefochten werden.
Da dieses Rechtsschutzsystem mit der Zeit als mangelhaft angesehen wurde, wurde eine große Zahl von Kollegialbehörden mit richterlichem Einschlag errichtet. Mit der B-VG-Novelle 1988 (BGBl. Nr. 685/1988) wurden überdies die Unabhängigen Verwaltungssenate (UVS) als gerichtsähnliche Instanzen errichtet, die den beiden Gerichtshöfen des öffentlichen Rechts (Verwaltungsgerichtshof, Verfassungsgerichtshof) vorgeschaltet waren. Nach dem Vorbild der Unabhängigen Verwaltungssenate wurden als Bundesinstitutionen der Unabhängige Bundesasylsenat (UBAS) und der Unabhängige Finanzsenat (UFS) errichtet.
Die Kollegialbehörden mit richterlichem Einschlag sowie die genannten Senate waren keine Gerichte im formellen Sinn, sondern weisungsfreie und unabhängige Verwaltungsbehörden. Erst mit der Verwaltungsgerichtsbarkeits-Novelle 2012 wurden die Unabhängigen Verwaltungssenate in die Landesverwaltungsgerichte und der Unabhängige Finanzsenat in das Bundesfinanzgericht umgewandelt. Der frühere Unabhängige Bundesasylsenat wurde bereits im Jahr 2008 in ein Verwaltungsgericht, den Asylgerichtshof (AsylGH), umgewandelt. Im Rahmen der Verwaltungsgerichtsbarkeits-Novelle 2012 wurde er zum (allgemeinen) Bundesverwaltungsgericht.
Die Tätigkeit der Verwaltungsbehörden in Österreich ist mit der Verwaltungsgerichtsbarkeits-Novelle 2012 nur mehr einstufig, da es innerhalb der Verwaltung keinen Rechtsmittelzug zu einer Behörde zweiter Instanz mehr gibt, sondern eben nur mehr zu den Verwaltungsgerichten. Eine einzige Ausnahme bilden die Gemeinden; hier können die Länder einen Rechtsmittelzug innerhalb der Gemeinde vorsehen. Eine Beschwerde an die Verwaltungsgerichte ist nur gegen die Entscheidung der in zweiter Instanz zuständigen Gemeindebehörde zulässig.

## Kritik
Das Consultative Council of European Judges (CCJE) des Europarats übt im Länderbericht 2017 im Zusammenhang mit den Verwaltungsgerichten in Österreich Kritik. Es fehle an ausreichender Transparenz bei der Auswahl der Verwaltungsrichter (Punkt 53 des Berichts) und einem ausreichenden Rechtsschutz von übergangenen Bewerbern (Punkt 54 des Berichts). Die Auswahl der Gerichtspräsidenten – ohne Mitwirkung der Gerichte – wird als ungenügend angesehen. Diese Auswahl des Gerichtspräsidenten soll nach denselben Grundsätzen erfolgen, wie die Auswahl der Richter selbst (Punkt 55 des Berichts). Auch die mangelnde Weisungsfreiheit der Präsidenten der Verwaltungsgerichte in Angelegenheiten der Justizverwaltung (Punkt 113 des Berichts) wird bemängelt. Auch fehle eine Budgethoheit der Gerichte und dies widerspreche europäischen Standards (Punkt 258 des Berichts). Auch der Rechtsstaatlichkeitsbericht der EU 2022 kritisiert die weiterhin bestehenden Mängel in diesem Bereich, die seit dem letzten Bericht 2020 von der Bundesregierung nicht behoben wurden.
Im Hinblick auf die Berichterstattung zur Entscheidung des Bundesverwaltungsgerichtes bezüglich der dritten Piste des Flughafens Wien sowie auch die öffentliche Kritik der Landeshauptleute an dieser Entscheidung wird die Verletzung europäischer Standards betreffend die Vermeidung unausgewogener Kritik („unbalanced critical commentaries“) an Gerichtsurteilen festgestellt (Punkt 302 ff des Berichts).
Im Frühjahr 2023 sorgte die Ernennung eines parteinahen Kandidaten ohne richterliche Erfahrung zum Präsidenten des Tiroler Landesverwaltungsgerichts für Kritik.